# Apogonia fulvipes
Apogonia fulvipes är en skalbaggsart som beskrevs av Moser 1913. Apogonia fulvipes ingår i släktet Apogonia och familjen Melolonthidae. Inga underarter finns listade i Catalogue of Life.